# نموذج الإسقاط المعزز
نموذج الإسقاط المعزز ( نموذج PA ) هو عنصر يستخدم أحيانًا في أنظمة الواقع الافتراضي. وهو يتألف من نموذج مادي ثلاثي الأبعاد يتم عرض صورة الكمبيوتر عليه لإنشاء كائن يبدو واقعيًا. الأهم من ذلك ، أن النموذج المادي هو نفس الشكل الهندسي للكائن الذي يصوره نموذج PA.

## توحيد الأشياء المادية والافتراضية
يعرض الواقع المعزز مكانيًا (SAR) الكائنات الافتراضية مباشرة داخل أو على المساحة المادية للمستخدم. من المزايا الرئيسية لـ SAR أنه لا يحتاج المستخدم إلى ارتداء شاشة مثبتة على الرأس . بدلاً من ذلك، باستخدام شاشات العرض المكانية، يمكن دمج مجال الرؤية الواسع وربما الصور عالية الدقة للأشياء الافتراضية مباشرةً في البيئة. على سبيل المثال، يمكن تحقيق الكائنات الافتراضية باستخدام أجهزة عرض ضوئية رقمية لرسم صور ثنائية الأبعاد / ثلاثية الأبعاد على أسطح حقيقية، أو باستخدام شاشات العرض المسطحة المدمجة.
الشكل 1 تسلسل واجهات الكمبيوتر المتقدمة ، بناءً على Milgram و Kishino (1994).
على عكس الواقع الافتراضي (VR)، الذي يغرق المستخدم في بيئة يتم إنشاؤها بواسطة الكمبيوتر، فإن الواقع المعزز (AR) يدمج المساحات المادية والافتراضية معًا من خلال خلق الوهم بأن الكائنات التي يتم إنشاؤها بواسطة الكمبيوتر هي في الواقع كائنات حقيقية في بيئة المستخدم  ( شكل 1). علاوة على ذلك ، يمكن لأنظمة الواقع المعزز والواقع المعزز القائمة على الشاشة المثبتة على الرأس أن تدمج الأشياء المادية بشكل مباشر. وبالتالي، عندما يصل المستخدم إلى كائن تم إنشاؤه بواسطة الكمبيوتر ويمكنه رؤيته فإنه يلمس نموذجًا ماديًا مكافئًا يتم وضعه في نفس الموقع المكاني. تتيح هذه الأنظمة تغيير المظهر المرئي الذي تم إنشاؤه بواسطة الكمبيوتر للكائن ديناميكيًا، بينما يوفر النموذج المادي ردود فعل لمسية للشكل الأساسي للكائن. ومع ذلك، تتطلب الأنظمة القائمة على شاشات العرض المثبتة على الرأس من المستخدمين ارتداء معدات، مما يحد من عدد الأشخاص الذين يمكنهم استخدام الشاشة في نفس الوقت.

## نماذج الإسقاط المعززة
ملف:Projection Augmented model 1.jpg
الشكل 2 مفهوم نموذج الإسقاط المعزز
يتكون نموذج الإسقاط المعزز (نموذج PA) من نموذج مادي ثلاثي الأبعاد، يتم عرض صورة الكمبيوتر عليه لإنشاء كائن ذو مظهر واقعي (الشكل 2). الأهم من ذلك أن النموذج المادي هو نفس الشكل الهندسي للكائن الذي يصوره نموذج PA. على سبيل المثال، توفر الصورة المسقطة على الكائنات الموضحة في الشكل 3 لونًا وملمسًا بصريًا، مما يجعلها تبدو وكأنها مصنوعة من مواد مختلفة.
ملف:Projection Augmented model 2.jpg
الشكل 3 مثال لنموذج الإسقاط المعزز (داخلي - مع إيقاف الإسقاط).
ملاحظة: يُشار أحيانًا إلى نماذج الإسقاط المعززة باسم «مصابيح شادر» (Raskar، Welch، Low & Bandyopadhyay، 2001، p. 89).